# Władimir Wigilanski
Władimir Nikołajewicz Wigilanski (ros. Влади́мир Никола́евич Вигиля́нский; ur. 6 marca 1951 w Tarnopolu) – rosyjski duchowny prawosławny, protojerej, publicysta i krytyk literacki, członek Związku rosyjskich dziennikarzy i Związku rosyjskich pisarzy.

## Życiorys
W latach В 1988–1991 był członkiem komitetu redakcyjnego tygodnika „Ogoniok”. 31 sierpnia 2012 r. ukazem patriarchy moskiewskiego i całej Rusi Cyryla Władimir Wigilanski został mianowany proboszczem parafii przy cerkwi św. Tatiany w Uniwersytecie Moskiewskim. Jest także spowiednikiem prokremlowskiego kanału Cargrad TV.